# Secciones de los Cárpatos

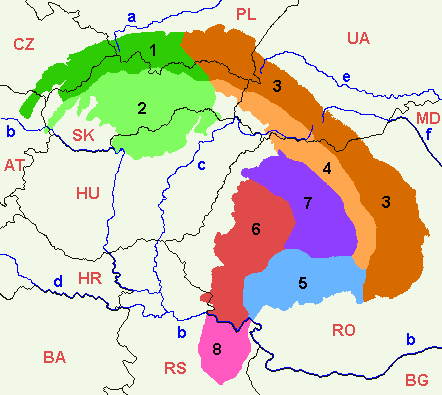
Mapa de las principales secciones de los Cárpatos.
1. Cárpatos occidentales exteriores
2. Cárpatos occidentales interiores
3. Cárpatos orientales exteriores
4. Cárpatos orientales interiores
5. Cárpatos meridionales
6. Cárpatos rumanos occidentales
7. Meseta de Transilvania
8. Cárpatos serbios

Esta es una vista general detallada de las secciones en que se subdividen los montes Cárpatos. Los Cárpatos son un "subsistema" del Sistema Himalaya-Alpes y se dividen aún más en "provincias" y "subprovincias". El último nivel de la división, esto es, las concretas sierras y cuencas, usualmente son llamadas "unidades". Las principales divisiones se muestran en el mapa de la derecha. 

## Disputas
La división es en gran medida (con muchas excepciones) sin disputas en el nivel más bajo (excepto por lo que se refiere a la parte ucraniana), pero varias divisiones se dan para los niveles más altos, especialmente en lo que se refiere al penúltimo nivel. Una división geomorfológica se ha usado tanto como los datos estaban disponibles, otras nuevas divisiones fisiogeográficas se han usado en otros casos. Donde la clasificación de un "título" de alto nivel es conocido o seguro, se añade al final del nombre en paréntesis, esto es, p.e. "(subprovincia)". En Rumanía es usual dividir los Cárpatos orientales en territorio rumano en tres grupos geográficos (norte, centro, sur), en lugar de Cárpatos orientales exteriores e interiores. El enfoque rumano se muestra añadiendo los siguientes códigos a los nombres de las unidades:
- MMB = Cárpatos de Maramureş y Bucovina (Munţii Carpaţi ai Maramureşului şi Bucovinei)
- MMT = Cárpatos de Moldavia y Transilvania (Munţii Carpaţi Moldo-Transilvani)
- MC = Cárpatos de la curva (Munţii Carpaţi de Curbură)

## Taxonomía
Los nombres también se proporcionan en el idioma del correspondiente país y marcado por los códigos de países ISO 3166-1 alpha-2:
- AT=Austria
- RS=Serbia
- CZ=República Checa
- HU=Hungría
- PL=Polonia
- RO=Rumania
- SK=Eslovaquia
- UA=Ucrania

## Cárpatos occidentales(provincia)

### Depresiones de los Cárpatos exteriores(subprovincia)
Nota: Las Depresiones de los Cárpatos exteriores se dividen en Occidentales, Septentrionales, etc. y son usualmente tratados como parte de las partes individuales de los montes Cárpatos, p.e. de los Cárpatos occidentales, Cárpatos orientales, etc. Donde, sin embargo, ha sido imposible encontrar su exacta subdivisión, se dan solo como una lista de las unidades finales ("montañas", etc.) de oeste a este y sur aquí:
- Colina Weinviertel (AT: Weinviertler Hügelland) + Valle Dyje-Svratka (CZ: Dyjsko-svratecký úval)
- Puerta Vyškov (CZ: Vyškovská brána)
- Valle de Moravia Superior (CZ: Hornomoravský úval)
- Puerta Morava (CZ: Moravská brána)
- Cuenca de Ostrava (CZ: Ostravská pánev, PL: Kotlina Ostrawska)
- Cuenca de Oświęcim (PL: Kotlina Oświęcimska)
- Puerta de Cracovia (PL: Brama Krakowska)
- Cuenca de Sandomierz (PL: Kotlina Sandomierska) + Llanura San-Dniéster (UA: Sans'ko-Dnistrovs'ka rivnyna)
- Llanura Dniéster Superior (UA: Verchn'odnistrovs'ka rivnyna)
- Tierras altas Drohobych (UA: Drohobyc'ka vysochyna)
- Llanura del Dniéster (UA: Pridnistrovs'ka rivnyna)
- Tierra Alta de Pokutsk (UA: Pokuts'ka vysochyna)
- Tierras Altas de Bucovina (UA: Bukovyns'ka vysochyna) + Suceava Plateau (RO: Podişul Sucevei)
- Surco de Moldavia-Siret (RO: Culoarul Moldova-Siret)
- Subcárpatos moldavos (RO: Subcarpaţii Moldovei)
- Subcárpatos Muntenianos (RO: Subcarpaţii Munteniei)
- Subcárpatos géticos (RO: Subcarpaţii Getici)
- Meseta gética (RO: Podişul Getic)

### Cárpatos occidentales exteriores(subprovincia)
Cárpatos moravos meridionales (CZ) / Cárpatos austro-sudmoravos (AT) (área)
(CZ: Jihomoravské Karpaty, AT: Österreichisch-Südmährische Karpaten)
- Altura de Inselberg en Baja Austria (AT: Leiser Berge, Niederösterreichische Inselbergschwelle) + Tierras Altas de Mikulov (CZ: Mikulovská vrchovina)

Cárpatos Moravos centrales (CZ) (área)
(CZ: Středomoravské Karpaty)
- Bosque de Ždánice (Ždánický les)
- Colinas de Litenčice (Litenčická pahorkatina)
- Chřiby
- Colinas de Kyjov (Kyjovská pahorkatina)

Cárpatos eslovaco-moravos (CZ/SK) (área)
(CZ/SK: Slovensko-moravské Karpaty)
- Cárpatos Blancos (CZ: Bílé Karpaty, SK: Biele Karpaty)
- Javorníky (CZ+SK)
- Colinas Myjava (SK: Myjavská pahorkatina)
- Tierra del valle de Váh (SK: Považské podolie)
- Tierras Altas de Vizovice (CZ: Vizovická vrchovina)

Piedemonte de los Beskides occidentales (CZ / PL) (área)
(CZ: Západobeskydské podhůří, PL: Pogórze Zachodniobeskidzkie)
- Colinas sub-beskidianas (CZ: Podbeskydská pahorkatina) + Piedemonte moravo-silesio (PL: Pogórze Morawsko-Śląskie)
- Piedemonte silesio (PL: Pogórze Śląskie)
- Piedemonte de Wieliczka (PL: Pogórze Wielickie)
- Piedemonte de Wiśnicz (PL: Pogórze Wiśnickie)

Beskides occidentales (CZ / SK / PL) (área)
(CZ: Západní Beskydy, SK: Západné Beskydy, PL: Beskidy Zachodnie)
- Montañas Hostýn-Vsetín (CZ: Hostýnsko-vsetínská hornatina)
- Beskides moravo-silesios (CZ: Moravskoslezské Beskydy, SK: Moravsko-sliezske Beskydy)
- Tierras Altas de Turzovka (SK: Turzovská vrchovina)
- Surco de Jablunkov (CZ: Jablunkovská brázda)
- Surco de Rožnov (CZ: Rožnovská brázda)
- Jablunkov Intermontane (SK: Jablunkovské medzihorie, CZ: Jablunkovské mezihoří)
- Beskides silesios (PL: Beskid Śląski, CZ: Slezské Beskydy)
- Cuenca de Żywiec (PL: Kotlina Żywiecka)

cont. (polaco) Beskides occidentales (PL)
(PL: Beskidy Zachodnie)
- Pequeños Beskides (Beskid Mały)
- Beskides de Maków (Beskid Makowski)
- Beskides de la Isla (Beskid Wyspowy)
- Gorce
- Cuenca de Rabka (Kotlina Rabczańska)
- Cuenca de Sącz (Kotlina Sądecka)

Beskides Centrales (SK) / cont. (polcao) Beskides occidentales (PL) (área)
(SK: Stredné Beskydy, PL: Beskidy Zachodnie)
- Beskides de Orava (SK: Oravské Beskydy) + Beskides de Żywiec (PL: Beskid Żywiecki) (el antiguo SK equivalente de Beskid Zywiecki es "Slovenské Beskydy"- Beskides eslovacos o "Kysucko-oravské Beskydy"- Beskides Kysuce-Orava)
- Beskides de Kysuce (SK: Kysucké Beskydy) +Beskides de Żywiec (PL: Beskid Żywiecki) (el antiguo equivalente SK de Beskides de Zywiecki es "Slovenské Beskydy" o "Kysucko-oravské Beskydy")
- Beskides de Kysuce (SK: Kysucké Beskydy)
- Tierras Altas de Kysuce (SK: Kysucká vrchovina)
- Orava Magura (SK: Oravská Magura)
- Tierras Altas de Orava (SK: Oravská vrchovina)
- Beskides de Orava (SK: Oravské Beskydy)
- Surco sub-beskidiano (SK: Podbeskydská brázda)
- Tierras Altas sub-beskidianos (SK: Podbeskydská vrchovina)

Beskides orientales (SK) / cont. (polaco) Beskides occidentales (PL) (área)
(SK: Východné Beskydy, PL: Beskidy Zachodnie)
- Beskides de Sącz (PL: Beskid Sądecki) + Tierras Altas de Ľubovňa (SK: Ľubovnianska vrchovina)
- Čergov (SK) + Montañas de Czerchów (PL: Góry Czerchowskie)
- Montes Pieniny (a menudo considerados parte del óblast de Podhôľno-magurská en sistemas no geomorfológicos)

Área Podhale-Magura (SK)/ Depresión Orava-Podhale (PL) (área)
(SK: Óblast de Podhôľno-magurská, PL: Onizenie Orawsko-Podhalańskie)
- Montañas Skorušina (SK: Skorušinské vrchy) + Piedemonte Spiš-Gubałówka (PL: Pogórze Spisko-Gubałowskie)
- Surco subtátrico (SK: Podtatranská brázda, PL: Rów Podtatrzański)
- Spiš Magura (SK: Spišská Magura) + Piedemonte de Spiš-Gubałówka (PL: Pogórze Spisko-Gubałowskie)
- Montañas Levoča (SK: Levočské vrchy)
- Bachureň (SK)
- Spiš-Šariš Intermontane (SK: Spišsko-šarišské medzihorie)
- Tierras Altas de Šariš (SK: Šarišská vrchovina)
- Cuenca de Orava (SK: Oravská kotlina) + Cuenca de Orava-Nowy Targ (PL: Kotlina Orawsko-Nowotarska)

### Cárpatos occidentales interiores(subprovincia)

#### Slovenské rudohorie(SK) (área)
EN: Montes Metálicos eslovacos
- Montañas Vepor (Veporské vrchy)
- Spiš-Gemer Karst (Spišsko-gemerský kras)
- Stolické vrchy (literalmente montañas Stolica)
- Revúcka vrchovina (Tierras Altas de Revúca)
- Volovské vrchy (Montañas Volovec)
- Čierna hora (Montaña Negra)
- Rožňavská kotlina (Cuenca de Rožňava)
- Slovak Karst (Slovenský kras) y Norte-Borsod Karst (húngaro: Észak-Borsodi karszt; queda en Hungría septentrional)

#### Área Fatra-Tatra(SK/PL/AT) * (área)
eslovaco:Fatransko-tatranská oblasť
- Pequeños Cárpatos (SK: Malé Karpaty) + Montañas Hainburg (AT: Hainburger Berge)
- Považský Inovec
- Tribeč
- Montañas Strážov (Strážovské vrchy)
- Montañas Súľov (Súľovské vrchy)
- Žiar
- Malá Fatra (Fatra Menor)
- Veľká Fatra (Fatra Mayor)
- Montañas Staré Hory (Starohorské vrchy)
- Montañas Choč (Chočské vrchy)
- Tatras (SK/PL: Tatry)
- Bajo Tatra (Nízke Tatry)
- Kozie chrbty (literalmente, Cresta de la Cabra)
- Branisko
- Cuenca de Žilina (Žilinská kotlina)
- Cuenca de Nitra Superior (Hornonitrianska kotlina)
- Cuenca de Turiec (Turčianska kotlina)
- Podtatranská kotlina (Cuenca Sub-Tatra)
- Cuenca de Hornád (Hornádska kotlina)
- Horehronské podolie

#### Slovenské stredohorie(SK) (área)
SK: Slovenské stredohorie
- Vtáčnik
- Hron Inovec (Pohronský Inovec)
- Montañas Štiavnica (Štiavnické vrchy)
- Montañas Kremnica (Kremnické vrchy)
- Poľana
- Ostrôžky
- Javorie
- Llanura de Krupina (Krupinská planina)
- Cuenca de Zvolen (Zvolenská kotlina)
- Cuenca de Pliešovce (Pliešovská kotlina)
- Cuenca de Žiar (Žiarska kotlina)

#### Depresión Lučenec-Košice(SK/HU) (área)
SK: Lučensko-košická zníženina
- Cuenca eslovaca meridional (SK: Juhoslovenská kotlina) + Cuenca Ipoly central (HU: Középsö-Ipoly-medence) + Colinas Borsod (HU: Borsodi-dombság)
- Colinas Bodva (SK: Bodvianska pahorkatina)
- Cuenca de Košice (SK: Košická kotlina) + Cuenca del valle Hernád (HU: Hernádvölgy-medence)

#### Área Mátra-Slanec(SK) /Montañas medias septentrionales(HU) (área)
SK: Matransko-slanská oblasť, HU: Északi-középhegység
- Montañas Börzsöny (HU: Börzsöny-hegység, literalmente: montañas de Bosque de leños) + Burda (SK)
- Colinas Gödöllő (HU: Gödöllő dombság)
- Cerová vrchovina (SK; Tierras Altas Cerová) + Montañas Cserhát (HU: Cserhát-hegység)
- Montañas Mátra (HU: Mátra hegység)
- Montañas Bükk (HU: Bükk-hegység – literalmente Montañas del Haya)
- Colinas de Cserehát (HU: Csereháti dombság)
- Montañas Slanec (SK: Slanské vrchy) + Montañas Zemplén (HU: Zempléni-hegység, también Tokaji-hegység/montañas Tokaj)
- Montañas Zemplín (SK, Zemplínske vrchy)

## Cárpatos orientales(provincia)

### B1)Depresiones de los Cárpatos exteriores(subprovincia)
véase Apéndice al final sobre definición de Cárpatos orientales.

### Cárpatos orientales exteriores(subprovincia)

#### Piedemonte Beskidiano central(PL)***
PL: Pogórze Środkowobeskidzkie
- Piedemonte de Rożnów (PL: Pogórze Rożnowskie)
- Piedemonte de Ciężkowice (PL: Pogórze Ciężkowickie)
- Piedemonte de Strzyżów (PL: Pogórze Strzyżowskie)
- Piedemonte de Dynów (PL: Pogórze Dynowskie)
- Piedemonte de Przemyśl (PL: Pogórze Przemyskie)
- Depresión de Gorlice (PL: Obniżenie Gorlickie)
- Cuenca Jasło-Krosno (PL: Kotlina Jasielsko-Krośnieńska)
- Piedemonte de Jasło (PL: Pogórze Jasielskie)
- Piedemonte de Bukowsko (PL: Pogórze Bukowskie)

#### Beskides Inferiores(SK) /Beskides centrales(PL)[3](área)
SK: Nízke Beskydy, PL: Beskidy Środkowe
- Busov (SK)
- Tierras Altas Ondava (SK: Ondavská vrchovina)
- Beskides bajos (PL: Beskid Niski) + Tierras Altas Laborec (SK: Laborecká vrchovina)
- Piedemonte Beskidiano (SK: Beskydské predhorie)

#### Beskides orientales(PL) / (?)Cárpatos boscosos(SK) / (?)Cárpatos ucranianos(UA) (área)
PL: Beskidy Wschodnie, SK: Poloniny, UA: Ukrains'ki Karpaty. Nótese que hay muchas variantes para las divisiones y nombres de estar sierras.
Beskides boscosos (PL: Beskidy Lesiste + (?) UA: Lisystyi Beskyd):
- Bieszczady o Bieszczady occidental (PL: Bieszczady Zachodnie) [y Góry Sanocko-Turczańskie, a veces conocido como Beskides medios en UA] (PL) + Bukovské vrchy Mts. (SK) + Beskides occidentales (UA, Zachidni Beskydy)
- Beskides de Skole (UA: Skolivs'ki Beskydy), en parte o completamente conocidos también como Altos Beskides (Vysoki Beskydy); parte de los Beskides orientales (ucranianos) (Skhidni Beskydy)
- Breskides del Dniéster Superior (UA: Verkhn'odnistrovs'ki Beskydy), parte de los Beskides orientales (ucranianos) (Skhidni Beskydy)
- Gorgany (UA)
- Cárpatos Pokutsk-Bucovina (UA, Pokuts'ko-Bukovins'ki Karpaty)

Cresta Polonynian (UA: Polonyns'kyi chrebet):
- Polonina suave (Polonyna Rivna)
- Polonyna Borzhava
- Polonyna Kuk
- Polonina roja (Polonyna Krasna)
- Svydovets'
- Chornohora (literalmente: Montaña Negra)
- Hryniavs'ki hory

#### Cárpatos moldavo-muntenianos
RO: Munţii Carpaţi ai Moldo-Munteniei
- Crestas de Bucovina (RO: Obcinele Bucovinei), esto es Obcina Mare (Gran Cresta) + Obcina Feredeului (Cresta de Feredeu), MMB
- Montañas Stânişoara (RO: Munţii Stânişoarei) MMT
- Montañas Tarcău (RO: Munţii Tarcăului) MMT
- Depresión de Comăneşti (RO: Depresiunea Comăneşti) MMT
- Montañas Nemira (RO: Munţii Nemira) MMT
- Montañas Ciuc (RO: Munţii Ciucului), incl. Montañas Bodoc (RO: Munţii Bodocului), MMT
- Montañas Bârsa (RO: Munţii Bârsei) MC
- Montañas Ciucaş (RO: Munţii Ciucaş) MC
- Montañas Buzău (RO: Munţii Buzăului) MC
- Montañas Vrancea (RO: Munţii Vrancei) MC

### Cárpatos orientales interiores(subprovincia)

#### Área Vihorlat-Gutin(SK) /Cresta volcánica(UA) (área)
SK: Vihorlatsko-gutínska oblasť, UA: Vulkanichnyi chrebet
- Montañas Vihorlat (SK: Vihorlatské vrchy) + Vyhorliat (UA)
- Makovytsia (UA)
- Velikyi Dil (UA, literalmente: Gran Dil)
- Tupyi (UA)
- Montañas Oaş (RO: Munţii Oaşului) y Depresión de Oaş (RO: Depresiunea Oaşului) MMB
- Montañas Gutâi (RO: Munţii Gutâiului) MMB
- Montañas Ţibleş (RO: Munţii Ţibleşului) MMB

#### Montañas Bistriţa(RO)
RO: Munţii Bistriţei
- Montañas Bistriţa (Munţii Bistriţei) en sentido estricto, esto es, macizo de Pietrosul (Masivul Pietrosul; literalmente: Macizo rocoso) + Macizo Budacul (Masivul Budacul) + Macizo Ceahlău (Masivul Ceahlău), el último considerado una sierra separada a veces, MMT
- Cresta de Mestecăniş (Obcina Mestecăniş) MMB
- Depresión de Dorna (Depresiunea Dornei) MMB
- Montañas Giumalău-Rarău (Munţii Giumalău-Rarău) MMB
- Montañas Giurgeu (Munţii Giurgeului) MMT
- Montañas Gran Hăşmaşu (Munţii Hăşmaşu Mare) MMT

#### Montañas Căliman-Harghita(RO)
RO: Munţii Căliman-Harghita
- Montañas Bârgău (Munţii Bârgăului) MMT
- Montañas Călimani (Munţii Călimani) MMT
- Montañas Gurghiu (Munţii Gurghiului) MMT
- Montañas Harghita (Munţii Harghita) MMT
- Montañas Baraolt (Munţii Baraolt) MMT
- Montañas Perşani (Munţii Perşani) MMT

#### Depresión de Giurgeu-Braşov(RO)
RO: Depresiunea Giurgeu-Braşovului
- Depresión de Giurgeu (Depresiunea Giurgeului) MMT
- Depresión de Ciuc (Depresiunea Ciucului) MMT
- Depresión de Braşov (Depresiunea Braşovului) MC

#### Otros
- Depresiones de Maramureş (UA: Marmaros'ka ulohovyna, RO: Depresiunea Maramureşului) MMB
- Macizo Rajiv (UA: Rakhivs'kyi masyv) + Montañas Maramureş (RO: Munţii Maramureşului) MMB
- Montañas Rodna (RO: Munţii Rodnei) MMB

## Cárpatos meridionales(RO) (provincia)

### Depresiones carpáticas exteriores
véase Apéndice

### Grupo de lasmontañas Bucegi
RO: Grupa Munţii Bucegi
- Montañas Bucegi (Munţii Bucegi)
- Montañas Leaotă (Munţii Leaotă)
- Corredor Rucăr-Bran (Culoarul Rucăr-Bran)

### Grupo de montañas Făgăraş
RO: Grupa Munţii Făgăraşului
- Montañas Făgăraş (Munţii Făgăraşului)
- Montañas Iezer (Munţii Iezer; literalmente, Montañas del Lago Hondo)
- Piatra Craiului (literalmente, Roca del Rey)
- Montañas Cozia (Munţii Cozia)
- Depresión Lovişte (Depresiunea Loviştei)

### Grupo de montañas Parâng
RO: Grupa Munţii Parângului
- Montañas Parâng (Munţii Parângului)
- Montañas Şureanu (Munţii Şureanu/M. Sebeşului)
- Montañas Cindrel (Munţii Cindrel/M. Cibinului)
- Montañas Lotru (Munţii Lotrului; literalmente, Montañas del Ladrón)
- Montañas Căpăţână (Munţii Căpăţânii; literalmente, Montañas de la Calavera)
- Depresión de Petroşani (Depresiunea Petroşani)

### Grupo de montañas Retezat-Godeanu
RO: Grupa Munţii Retezat-Godeanu
- Montañas Retezat (Munţii Retezat; literalmente Montañas Labradas)
- Montañas Godeanu (Munţii Godeanu)
- Montañas Vâlcan (Munţii Vâlcanului)
- Montañas Mehedinţi (Munţii Mehendinţi)
- Montañas Cerna (Munţii Cernei)
- Montañas Ţarcu (Munţii Ţarcu)

## Cárpatos occidentales rumanos(RO)
RO: Carpaţii Occidentali o Carpaţii Apuseni o Carpaţii de Apus. El término macizo Bihor es a veces usado para los montes Apuseni y Poiana Ruscă.

### Montes Apuseni(Munţii Apuseni)
Montañas Criş (Munţii Criş) :
- Colinas Criş (Dealurile Crişene), incl. Depresión de Beiuş (Depresiunea Beiuş), Depresión de Vad (Depresiunea Vad)
- Montañas Pădurea Craiului (literalmente, Bosque del Rey)
- Montañas Codru-Moma (Munţii Codru-Moma)

Montañas Seş-Meseş (Munţii Seş-Meseşului):
- Montañas Meseş (Munţii Meseşului)
- Montaña Seş (Muntele Seş)
- Depresión de Şimleu (Depresiunea Şimleu), a menudo considerada parte de la cuenca transilvana-Podişul Someşan
- Montañas Şimleu (Munţii Şimleu), a menudo consideradas parte de la cuenca transilvana-Podişul Someşan

Macizo Bihor (Masivul Bihor):
- Montañas Bihor (Munţii Bihorului)
- Gran Montaña (Muntele Mare)
- Montañas Gilău (Munţii Gilăului)

Montañas Mureş (Munţii Mureşului):
- Montañas Zarand (Munţii Zarandului)
- Montañas Metalíferas (Munţii Metaliferi), incl. Montañas Trascău (Munţii Trascăului)

### Montañas Poiana Ruscă
RO: Munţii Poiana Ruscă
(Nota: a veces considerados parte de los Cárpatos meridionales)
- Poiana Ruscă (literalmente, Prados de Ruscă)
- Meseta de Lipova (Podişul Lipovei)
- Surco de Bega-Timiş Groove (Culoarul Bega-Timiş)
- Surco de Orăştie (Culoarul Orăştiei), incl. Depresión de Haţeg (Depresiunea Haţegului)

### Montañas Banat
RO: Munţii Banatului
(Nota: a veces considerado parte de los Cárpatos meridionales)
- Montañas Banat (Munţii Banatului) en sentido estricto, p.e. Montañas Seménicas (Munţii Semenic), Montañas Locva (Munţii Locvei), Montañas Anina (Munţii Aninei) y Montañas Dognecea (Munţii Dognecei)
- Montañas Almăj (Munţii Almăjului)
- Surco de Timiş-Cerna (Culoarul Timiş-Cerna), incl. Depresión de Almăj (Depresiunea Almăj)
- Colinas Caraş (Dealurile Caraşului)

## Meseta de Transilvania(RO)
RO: Depresiunea Transilvaniei, p.e. Depresión Transilvana. A veces no considerado parte de los Cárpatos en modo alguno.
- Depresión de Mureş-Turda (Depresiunea Mureş-Turda)
- Depresión de Sibiu (Depresiunea Sibiului)
- Depresión de Făgăraş (Depresiunea Făgăraşului)

Meseta de Transilvania (Podişul Transilvaniei):
- Meseta de Târnava (Podişul Târnavelor), incl. Meseta de Hârtibaci (Podişul Hârtibaciului) y Meseta de Secaşe (Podişul Secaşelor)
- Llanura de Transilvania (Câmpia Transilvaniei), o Meseta de Transilvania (Podişul Transivan(iei)) en sentido estricto
- Meseta de Someş (Podişul Someşan o Podişul Someşelor)

## Cárpatos serbios(RS)
Serbio: Karpatske planine, esto es, "Montañas de los Cárpatos". A veces considerados parte de los Cárpatos meridionales (junto con las montañas Banat), a veces no consideradas parte de los Cárpatos en absoluto.
- Montaña Miroč (Miroč planina)
- Montañas Homolj (Homoljske planine)
- Gran y Pequeño Krš (Veliki i Mali Krš)
- Deli Jovan
- Montaña Beljanica (Beljanica planina)
- Montañas Kučaj (Kučajske planine)
- Montaña Rtanj (Rtanj planina)
- Ozren y Devica (Ozren i Devica)